# Carolina Tohá
Carolina Montserrat Tohá Morales (Santiago, 12 de mayo de 1965) es una politóloga, académica y política chilena.  
Se ha desempeñado como ministra del Interior y Seguridad Pública, así como vicepresidenta de Chile, siendo la segunda mujer en la historia del país en ocupar el cargo, bajo el gobierno del presidente Gabriel Boric, desde el 6 de septiembre de 2022 hasta el 4 de marzo de 2025. Anteriormente, fue ministra Secretaria General de Gobierno, siendo la primera mujer en alcanzar este cargo, durante el primer gobierno de la presidenta Michelle Bachelet, desde el 12 de marzo hasta el 14 de diciembre de 2009. Además, ocupó el cargo de Subsecretaria General de Gobierno, durante el gobierno del presidente Ricardo Lagos, siendo también la primera mujer en asumir esta posición, desde 11 de marzo de 2000 hasta el 23 de mayo de 2001.
También ha ejercido como presidenta de la Red Iberoamericana de Municipios por la Igualdad de Género de la Unión Iberoamericana de Municipalistas (UIM), desde enero de 2016 hasta mayo de 2018; alcaldesa de la comuna capital de Santiago, convirtiéndose en la primera mujer en dicho cargo elegida vía elección, desde el 6 de diciembre de 2012 hasta el 6 de diciembre de 2016; y diputada de la República, en representación del distrito n.º 22, durante dos períodos consecutivos, desde 2002 hasta 2006, y desde 2006 hasta 2009, integrando las comisiones permanentes de Economía, Educación y del Interior.
Es militante del Partido por la Democracia (PPD), y fue la primera mujer en presidir la colectividad, cargo que desempeñó entre agosto de 2010 y junio de 2012. Como estudiante de la Facultad de Derecho de la Universidad de Chile, fue vicepresidenta de su Federación de Estudiantes (FECh), en 1987, jugando un rol clave en la oposición al régimen dictatorial de Augusto Pinochet por recuperar la democracia de Chile.

## Primeros años de vida
Nació el 12 de mayo de 1965, en Santiago. Hija de José Tohá González, abogado y político socialista, quien ocupó los cargos de ministro del Interior y ministro de Defensa Nacional durante el gobierno del presidente Salvador Allende, y de Victoria Morales Etchevers, también conocida como Moy de Tohá, diplomática y agregada cultural. Su hermano, José Tohá, es arquitecto.
Por vía paterna, es sobrina de Jaime Tohá González, diputado de la República y ministro de Estado en los gobiernos de Salvador Allende, Patricio Aylwin y Eduardo Frei Ruiz-Tagle, y también embajador de Chile en China e intendente de la Región del Biobío en dos periodos: 2000-2006 y 2008-2010, e Isidoro Tohá González, médico y diputado de la República entre 1990 y 1998. Es prima de María Soledad Tohá, quien se desempeñó como Intendenta de la Región del Biobío entre 2006 y 2008, y de Jaime Tohá Lavanderos, quien se desempeñó como concejal de Santiago entre 2004 y 2008.
Otras relaciones familiares incluyen a la escritora y actriz María Elena Gertner, casada con su tío abuelo Sergio Etchevers Quintana; y al político y diplomático Jaime Alfonso Quintana, hermano de su bisabuela Benigna Quintana.
Comenzó sus estudios primarios en la Escuela 120 Simón Bolívar, en Santiago, pero tras el derrocamiento del gobierno de la Unidad Popular (UP), debió interrumpir su rutina, limitándose a rendir exámenes a fines de 1973. Su padre fue torturado en el Campo de Concentración de Isla Dawson y asesinado por estrangulamiento en el Hospital Militar de Santiago en 1974 por órdenes general Augusto Pinochet,
Después de la muerte de su padre, junto a su madre y hermano se asilaron en México, donde vivieron un autoexilio de cinco años. De vuelta en su país, en 1979, fue matriculada en el Colegio Francisco de Miranda para continuar sus estudios secundarios, lugar donde conoció, como profesor, al después senador Jaime Gazmuri, entonces en la clandestinidad.
Luego, prosiguió los superiores en la carrera de derecho en la Universidad de Chile (1984-1988), que no finalizó, casa de estudios en la que desde temprano desarrolló su veta política, la cual terminó por identificarla como una de las dirigentes de la Federación de Estudiantes de la Universidad de Chile (FECh) que más oposición puso a la dictadura militar de Pinochet. Ocupó el cargo de vicepresidenta en la FECh entre 1986 y 1988. Junto a Germán Quintana, como presidente, encabezó el paro universitario que provocó el célebre triunfo del movimiento estudiantil de la época: la renuncia del rector designado José Luis Federici.
En 1989, Tohá emigró a Italia para estudiar en la Universidad de Milán, donde obtuvo el grado de doctora en ciencias políticas, en 1994.

### Matrimonio, relaciones e hijos
Carolina Tohá tuvo dos hijos con el abogado y político Nolberto Salinas Rebolledo; Emilio y Matilde. Contrajo matrimonio civil, en diciembre de 2005, con el médico y político Fulvio Rossi, de quien se separó en 2010. Posteriormente, inició una relación con el abogado Jaime Madariaga. Desde el 2022, es pareja del economista y ministro de Hacienda Mario Marcel.

### Vida laboral
Regresó a Chile en 1995, trabajando como consultora independiente en materias de gestión pública y políticas sociales. También fue docente de diversos programas de posgrado en la Escuela de Ingeniería de la Universidad de Chile y en la Universidad Alberto Hurtado; asesora del Ministerio de Hacienda; secretaria ejecutiva del Comité Interministerial Social; consultora en temas de gestión pública; y trabajó también en la Subsecretaría General de Gobierno.

## Vida política

### Inicios (1987-1999)
En 1987 formó parte, junto a Ricardo Lagos y Jorge Schaulsohn, del equipo fundador del Partido por la Democracia (PPD), como uno de los liderazgos jóvenes del naciente partido.
Tras volver a Chile de sus estudios en Europa, asumió como secretaria ejecutiva del Comité de Ministros Sociales del Gobierno del presidente Eduardo Frei Ruiz-Tagle (PDC), cargo que ostentó entre 1995 y 1997. Este último año optó por ser candidata a diputada por el distrito electoral de Santiago en las elecciones parlamentarias, siendo derrotada por su compañero de lista Enrique Krauss y por el derechista Alberto Cardemil.
Luego fue vicepresidenta del PPD y, durante 1999, participó activamente en la campaña presidencial de Lagos, quien tras vencer a Joaquín Lavín.

### Subsecretaria General de Gobierno (2000-2001)
En enero de 2000, el presidente Ricardo Lagos, la nombró subsecretaria General de Gobierno, cargo que asumió el 11 de marzo de ese año. Renunció el 23 de mayo de 2001 para iniciar una candidatura a diputada en las elecciones parlamentarias de ese año.

### Diputada por Santiago (2002-2009)
En las elecciones parlamentarias de diciembre de 2001 fue elegida diputada por el distrito N.º 22, que estaba conformado por la comuna de Santiago, para el período 2002-2006. Asumió el 11 de marzo de 2002. Integró la Comisión Permanente de Economía; la de Educación, Cultura, Deportes y Recreación; y la de Gobierno Interior. Fue, además, miembro de la Comisión Especial de la Juventud.
En las elecciones parlamentarias de diciembre de 2005 fue reelegida diputada, esta vez con la primera mayoría (39,79%), por el mismo distrito n.º 22. En el período legislativo 2006-2010 integró la Comisión Permanente de Gobierno Interior; y la de Educación. Fue miembro de la Comisión Especial de Libertad de Expresión y Medios de Comunicación; y Comisión Especial de la Desigualdad y Pobreza. Participó también del Comité parlamentario del PPD.

### Ministra Secretaría General de Gobierno (2009)
El 12 de marzo de 2009 fue nombrada ministra secretaria general de Gobierno por la presidenta Michelle Bachelet —siendo la primera mujer en ejercer ese cargo en la historia de Chile—, nombramiento que la obligó a dejar su escaño en la Cámara de Diputados por incompatibilidad de cargos. Fue reemplazada por su compañero de partido Felipe Harboe.
A fines de ese mismo año fungió como jefa del comando de Eduardo Frei Ruiz-Tagle, en el fallido intento de éste por volver a la presidencia de la República en la elección que dio por ganador al empresario Sebastián Piñera, candidato de la coalición de centroderecha, Alianza.

### Presidenta de PPD (2010-2012)
El 25 de mayo de 2010 fue elegida presidenta del PPD, tras un acuerdo con el diputado Pepe Auth para levantar una candidatura que contara con el beneplácito de todas las facciones del partido, cargo que ejerció hasta junio de 2012.

### Alcaldesa de Santiago (2012-2016)

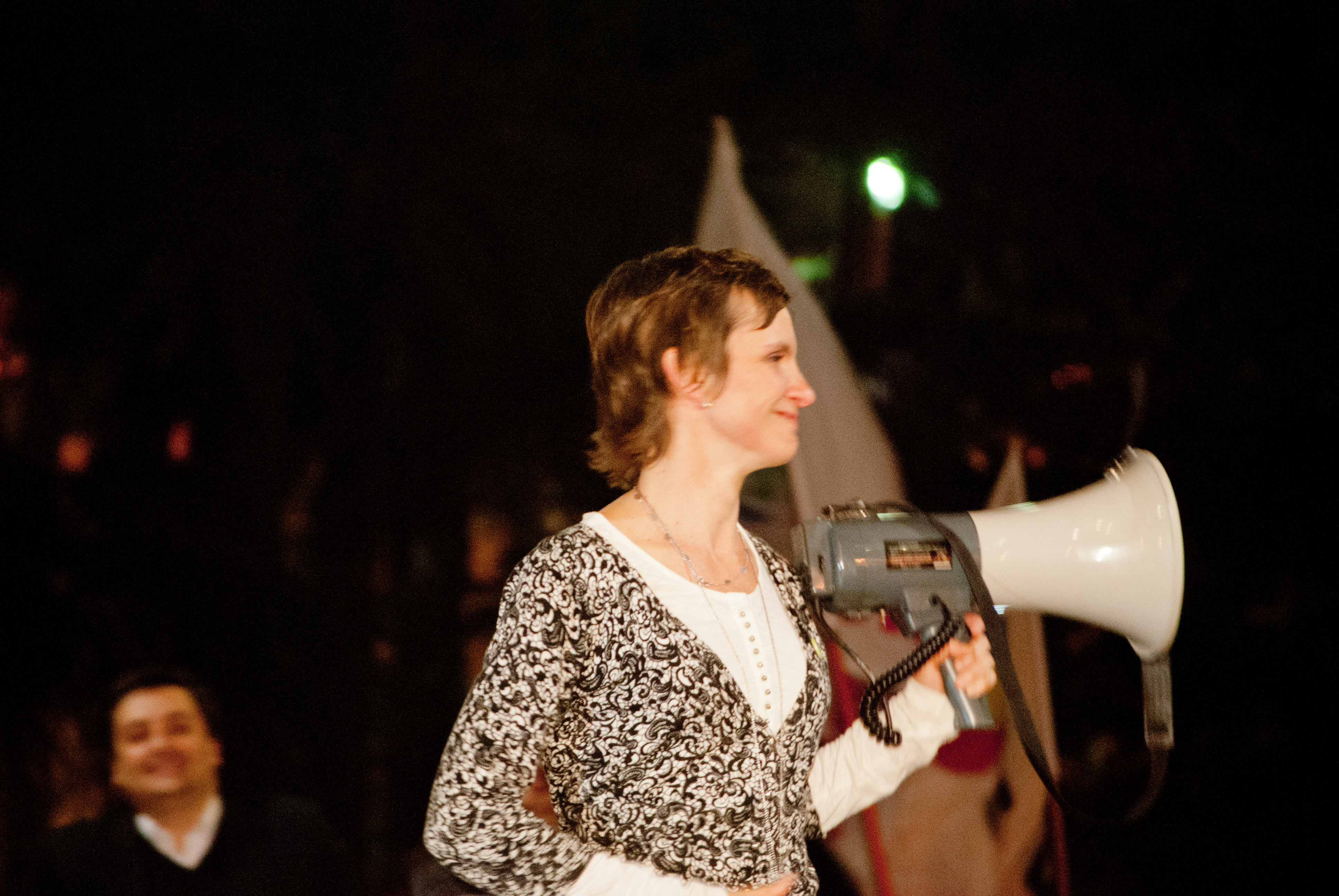
Tohá celebra su elección como alcaldesa de Santiago en el marco de las elecciones de 2012.

Postuló a ser la candidata a alcaldesa de Santiago de la centroizquierdista Concertación en las primarias municipales realizadas el 1 de abril de 2012, donde resultó vencedora por más del 67% de las preferencias. En las elecciones municipales de octubre de ese año obtuvo el 50,60% de las preferencias, recuperando la comuna de Santiago para su coalición, tras doce años de hegemonía de la Alianza.
Asumió como alcaldesa de Santiago el 6 de diciembre de 2012, convirtiéndose en la primera mujer en dicho cargo elegida por votación, ya que su tres antecesoras —Graciela Contreras (1939-1940), María Teresa del Canto (1953-1957) y María Eugenia Oyarzún (1975-1976)— fueron designadas por presidentes de la República; Pedro Aguirre Cerda y Carlos Ibáñez del Campo; y el dictador Augusto Pinochet, respectivamente. En octubre de 2014 se realizó una consulta ciudadana, la cual impulsó, y que abordó varios temas relativos a la seguridad y limpieza de la comuna de Santiago.
Buscó la reelección en las elecciones municipales de 2016, siendo derrotada por Felipe Alessandri, a quien entregó el mando el 6 de diciembre de 2016.

### Presidenta de Red Iberoamericana de Municipios (2016-2018)
En enero de 2016, Tohá asumió la presidencia de la Red Iberoamericana de Municipios por la Igualdad de la Unión Iberoamericana de Municipalistas (UIM), siendo sustituida en mayo de 2018 por la mexicana Teresa Incháustegui.

### Actividades fuera de la política (2018-2022)
En 2017, fundó el Instituto Igualdad, donde ocupó el cargo de presidenta del directorio. Trabajó como docente del magíster de urbanismo de la Universidad de Chile y prestó servicios de consultoría a la Corporación SUR entre 2017 y 2018. También se desempeñó como analista política en Tele13 Radio y columnista en La Tercera.

## Ministra del Interior y Seguridad Pública (2022-2025)

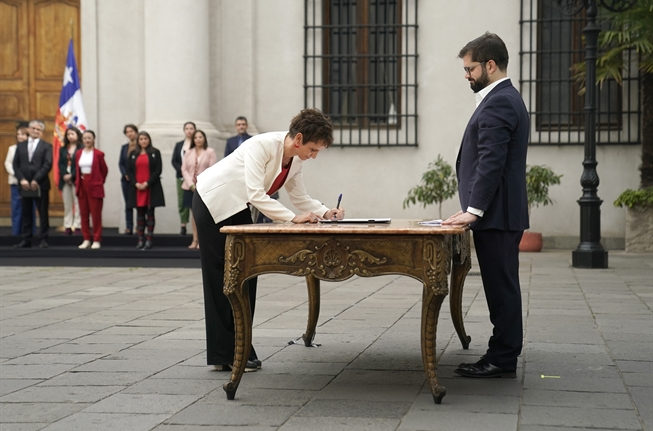
Carolina Tohá y el presidente Gabriel Boric.

El 6 de septiembre de 2022, el presidente Gabriel Boric efectuó su primer cambio de gabinete, instancia en la cual fue nombrada como titular del Ministerio del Interior y Seguridad Pública, reemplazando a Izkia Siches, primera mujer en la historia de Chile en asumir dicho cargo. El 4 de marzo del 2025, Tohá renunció a su cargo para asumir una futura candidatura presidencial.

### Vicepresidenta de la República
Durante su ejercicio como vicepresidenta de la República, Carolina Tohá demostró un liderazgo sólido y transversalmente valorado, consolidándose como una figura clave en la conducción del gobierno en ausencia del presidente Boric. Su gestión ha estado marcada por un fuerte compromiso con la Seguridad Pública, liderando acciones concretas para enfrentar los desafíos delictuales en diversas regiones del país. Su conducción fue valorada transversalmente por diversos sectores parlamentarios, quienes destacaron su capacidad de liderazgo y eficacia en la gestión de los asuntos de gobierno.

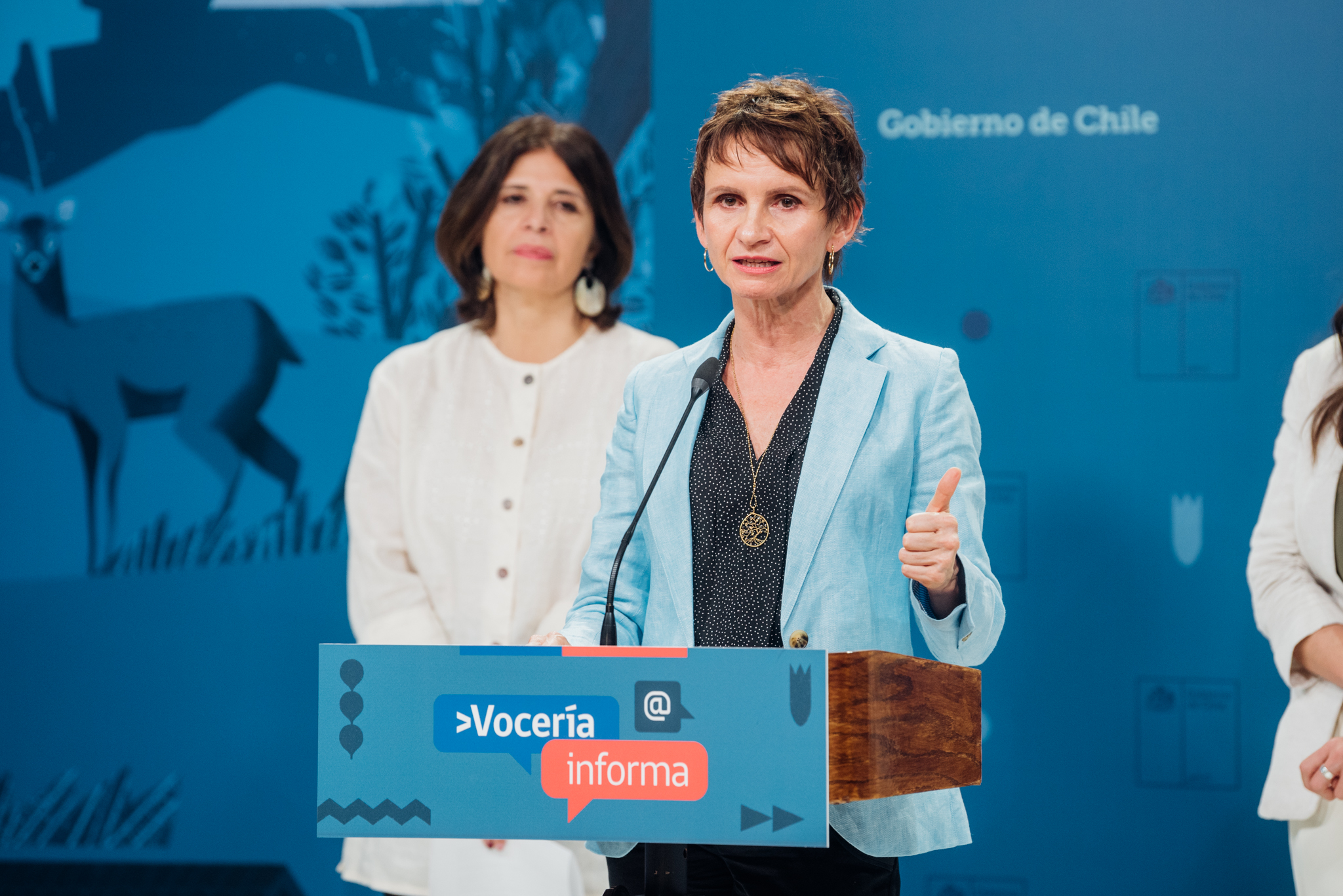
Carolina Tohá en su labor como vicepresidenta de la República de Chile.

El 19 de septiembre de 2022, Carolina Tohá asumió por primera vez las funciones de vicepresidenta de la República, en virtud de la salida temporal del presidente Gabriel Boric, quien se trasladó a la ciudad de Nueva York para participar en la 77.ª sesión de la Asamblea General de las Naciones Unidas (ONU). Dicho ejercicio interino del cargo se extendió hasta el 23 del mismo mes. A su ingreso al Palacio de la Moneda, fue recibida con los honores correspondientes por parte de la guardia de Palacio. El 21 de septiembre de 2022, en su calidad de vicepresidenta, manifestó públicamente su compromiso con la Región de Tarapacá, priorizando la atención a los graves problemas de seguridad que aquejaban a la zona. El 23 de septiembre del mismo año, Tohá encabezó la primera sesión de la Unidad Consultiva para la Reforma a las Policías.
Posteriormente, el 20 de septiembre de 2023, encabezó una reunión junto a autoridades y ministros en el Parque Estadio Nacional, recinto designado como núcleo central de los Juegos Panamericanos Santiago 2023. El 2 de noviembre, la vicepresidenta expuso un seminario con los principales desafíos del nuevo Ministerio de Seguridad Pública. El 17 de noviembre del mismo año, y nuevamente ejerciendo la vicepresidencia, Tohá, en compañía de la ministra de Defensa, Maya Fernández, presidió la inauguración de un nuevo Puesto de Observación Fronterizo en la comuna de Colchane, en el marco del fortalecimiento de la vigilancia en zonas limítrofes.

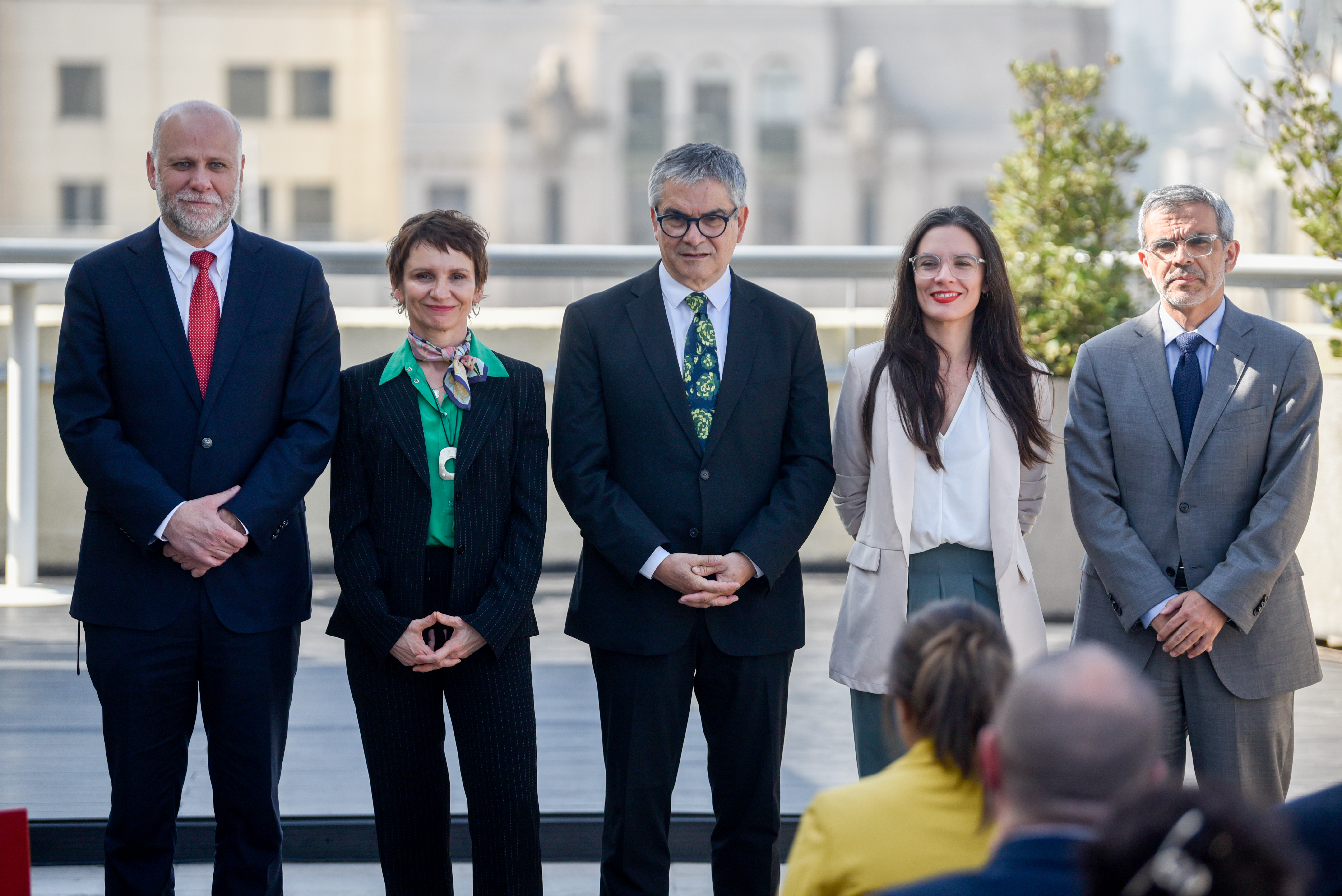
Carolina Tohá junto al gabinete presidencial.

El 13 de junio de 2024, en ejercicio de la vicepresidencia, se trasladó a la Región del Biobío para coordinar la respuesta gubernamental ante la emergencia provocada por un sistema frontal. El 17 de julio, la vicepresidenta Tohá, se reunió con las máximas autoridades de la Fiscalía Nacional, la Policía de Investigaciones y Carabineros para reforzar las medidas y estrategias en materia de seguridad de la Región Metropolitana de Santiago. Más adelante, el 25 de septiembre del mismo año, dio inicio a la marcha blanca del sistema integrado de cámaras de televigilancia en la ciudad de Punta Arenas, en la Región de Magallanes y de la Antártica Chilena, como parte de un plan integral de fortalecimiento de la seguridad pública. El 18 de noviembre de 2024 volvió a asumir la vicepresidencia debido a una nueva gira del presidente Boric, esta vez con destino a Río de Janeiro para participar en la sesión inaugural de la Cumbre del G-20.
El 3 de febrero de 2025, Tohá presidió la ceremonia de bienvenida a 700 nuevos estudiantes —en su mayoría mujeres— de la Escuela de Formación de Carabineros de Chile, reafirmando su rol protagónico en instancias clave del quehacer gubernamental. Finalmente, el 1 de marzo de 2025, asistió a la inauguración del año judicial 2025 y cuenta pública de la gestión del Poder Judicial (2024), realizada por el presidente de la Corte Suprema, Ricardo Blanco.

## Elecciones presidenciales de 2025

### Campaña presidencial
El 4 de marzo de 2025, Carolina Tohá oficializó su candidatura a la presidencia de Chile, tras presentar su renuncia al cargo de ministra del Interior. En el discurso que marcó el inicio de su campaña, hizo un llamado a “creer en Chile”, apelando a la confianza en el futuro del país. A fines de ese mes, una encuesta realizada por La Cosa Nostra la ubicó como la figura con mayor respaldo ciudadano, con un 37% de las preferencias, superando a los candidatos de oposición Evelyn Matthei, Johannes Kaiser (ambos con 24%) y José Antonio Kast (8%).
El 4 de abril, su candidatura recibió un respaldo significativo desde el Partido Socialista (PS), luego de que un grupo de expresidentes de la colectividad firmara una carta pública manifestando su apoyo. El 12 de abril, el Partido por la Democracia (PPD) la proclamó oficialmente como su abanderada en una ceremonia realizada en el exCongreso Nacional. Durante el evento, Tohá presentó su propuesta programática centrada en el desarrollo con equidad, la cohesión social y la seguridad ciudadana. En la ocasión, el secretario general del PPD, José Toro, declaró que “Tohá se convierte en la esperanza del progresismo chileno”. El 14 de abril, la candidata sostuvo un encuentro con la expresidenta Michelle Bachelet, en el marco de las reuniones sostenidas por los aspirantes a las primarias del oficialismo. El 17 de abril, el diputado Vlado Mirosevic declinó su candidatura presidencial y expresó su respaldo a Tohá, señalando que es “la candidata más competitiva para ganarle a las derechas”. Ese mismo día, el Comité Central del Partido Liberal (PL) anunció su apoyo unánime a su postulación. El 19 de abril, la candidatura de Tohá sumó un nuevo respaldo relevante con el apoyo público del expresidente Ricardo Lagos y de su esposa, Luisa Durán. El 21 de abril, un grupo de 31 economistas —entre ellos exministerio de Hacienda, exautoridades del Banco Central y reconocidos académicos— hizo público su respaldo mediante una carta firmada en apoyo a su candidatura. El 22 de abril, la encuesta Scanner Social la posicionó como la principal figura de la centroizquierda, superando a otros nombres del bloque, consolidando su liderazgo en el sector progresista. El 26 de abril, el Partido Radical (PR) se transformó en la tercera colectividad en proclamar oficialmente su candidatura presidencial. El 27 de abril, una nueva encuesta de La Cosa Nostra la ubicó nuevamente en el primer lugar de las preferencias, con un 39 % de apoyo, seguida por Evelyn Matthei (23 %) y Johannes Kaiser (21 %). El 28 de abril, la senadora Paulina Vodanovic declinó su candidatura, y el Comité Central del Partido Socialista proclamó por unanimidad a Carolina Tohá como su carta presidencial. El 30 de abril se inscribió oficialmente el pacto Unidad por Chile para participar en las primarias oficialistas de 2025.
El 2 de mayo, la encuesta Panel Ciudadano UDD confirmó el liderazgo de Tohá en la interna oficialista, con un 39 % de apoyo, seguida por Gonzalo Winter (30 %), Jeannette Jara (27 %) y Jaime Mulet (4 %). El 4 de junio de 2025, el Consejo Nacional del Partido Demócrata Cristiano, tomó la decisión de apoyar la candidatura de Tohá.
El 29 de junio perdió las elecciones primarias del oficialismo frente a Jeannette Jara, quedando en segundo lugar.

## Distinciones
- 2015: Miembro de Honor otorgado por el Colegio de Arquitectos de Chile.[78]
- 2016: Sustainable Transport Award[79]
- 2022: 100 Mujeres Líderes otorgado por Mujeres Empresarias y El Mercurio.[80][81]
- 2023: 100 Mujeres Líderes otorgado por Mujeres Empresarias y El Mercurio.[82][83]

## Historial electoral
| Año  | Tipo                      | Territorio  | Pacto                          | Partido | Votos   | %     | Resultado |
| ---- | ------------------------- | ----------- | ------------------------------ | ------- | ------- | ----- | --------- |
| 1997 | Parlamentarias a diputada | Distrito 22 | Concertación por la Democracia | ILC     | 26 481  | 24,25 | No electa |
| 2001 | Parlamentarias a diputada | Distrito 22 | Concertación por la Democracia | ILE     | 32 965  | 30,36 | Diputada  |
| 2005 | Parlamentarias a diputada | Distrito 22 | Concertación Democrática       | PPD     | 45 769  | 39,79 | Diputada  |
| 2012 | Municipales a alcaldesa   | Santiago    | Por un Chile Justo             | PPD     | 42 520  | 50,60 | Alcaldesa |
| 2016 | Municipales a alcaldesa   | Santiago    | Nueva Mayoría                  | PPD     | 23 041  | 36,08 | No electa |
| 2025 | Primarias presidenciales  | Chile       | Unidad por Chile               | PPD     | 385 379 | 28,07 | No electa |